# Efecte blindatge

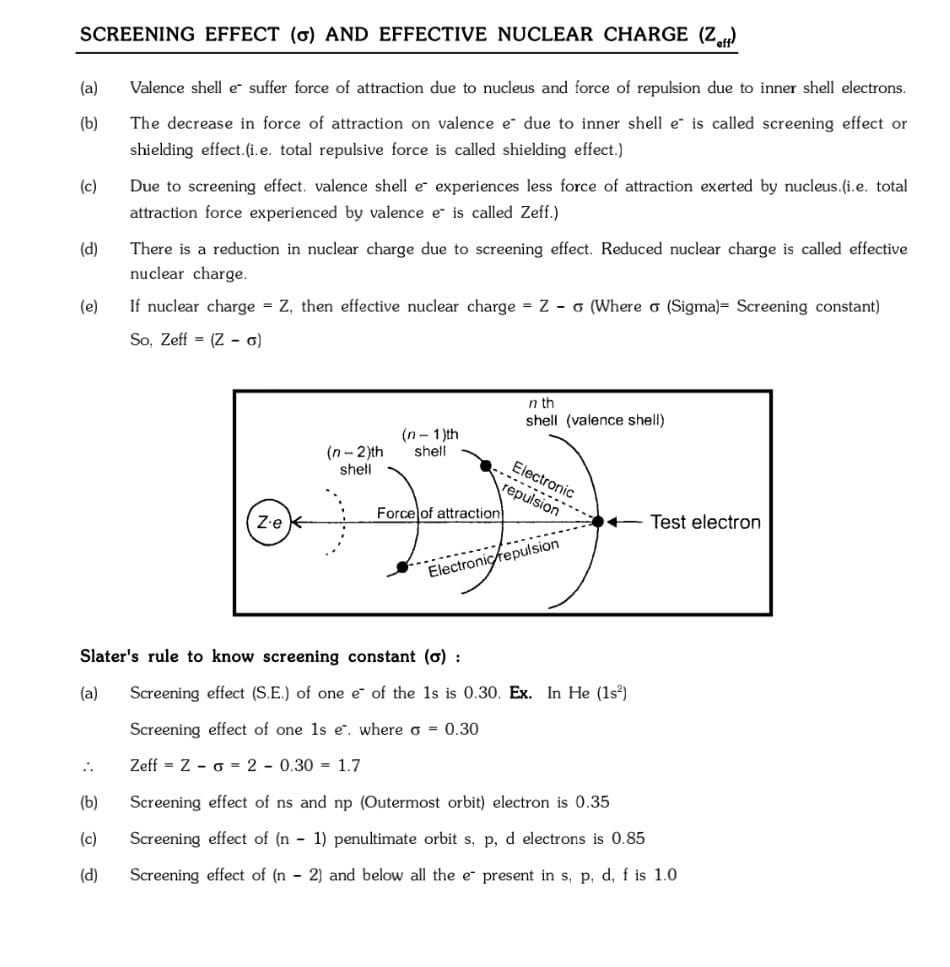
Efecte de blindatge i càrrega nuclear efectiva

En química, l'efecte blindatge de vegades anomenat blindatge atòmic o blindatge electrònic descriu l'atracció entre un electró i el nucli en qualsevol àtom amb més d'un electró. L'efecte de blindatge es pot definir com una reducció de la càrrega nuclear efectiva del núvol d'electrons, a causa d'una diferència en les forces d'atracció sobre els electrons de l'àtom. És un cas especial de cribratge de camp elèctric. Aquest efecte també té certa importància en molts projectes en ciències dels materials.

## Força per capa d'electrons o orbital
Com més amples són les capes d'electrons a l'espai, més feble és la interacció elèctrica entre els electrons i el nucli a causa del cribratge. A més, a causa de les diferències en la penetració de l'orbital, podem ordenar la força de cribratge, S, que els electrons d'un orbital determinat (s, p, d o f) proporcionen a la resta d'electrons així:{\displaystyle S(\mathrm {s} )>S(\mathrm {p} )>S(\mathrm {d} )>S(\mathrm {f} ).}

## Descripció
A l'hidrogen, o qualsevol altre àtom del grup 1A de la taula periòdica (aquells que només tenen un electró de valència), la força sobre l'electró és tan gran com l'atracció electromagnètica del nucli de l'àtom. No obstant això, quan hi ha més electrons implicats, cada electró (a la capa n-èsima) experimenta no només l'atracció electromagnètica del nucli positiu, sinó també les forces de repulsió d'altres electrons de la capa d'1 a n. Això fa que la força neta sobre els electrons de les capes exteriors sigui significativament menor en magnitud; per tant, aquests electrons no estan tan fortament enllaçats al nucli com els electrons més propers al nucli. Aquest fenomen s'anomena sovint efecte de penetració orbital. La teoria del blindatge també contribueix a l'explicació de per què els electrons de la capa de valència s'eliminen més fàcilment de l'àtom.
A més, també hi ha un efecte de blindatge que es produeix entre subnivells dins del mateix nivell d'energia principal. Un electró del subnivell s és capaç de protegir els electrons del subnivell p del mateix nivell d'energia principal.
La mida de l'efecte de blindatge és difícil de calcular amb precisió a causa dels efectes de la mecànica quàntica. Com a aproximació, podem estimar la càrrega nuclear efectiva de cada electró mitjançant el següent:
{\displaystyle Z_{\mathrm {eff} }=Z-\sigma \,}
On Z és el nombre de protons del nucli i {\displaystyle \sigma \,} és el nombre mitjà d'electrons entre el nucli i l'electró en qüestió. {\displaystyle \sigma \,} es pot trobar utilitzant la química quàntica i l'equació de Schrödinger, o utilitzant les fórmules empíriques de Slater.
En l'espectroscòpia de retrodispersió de Rutherford, la correcció deguda al cribratge electrònic modifica la repulsió de Coulomb entre l'ió incident i el nucli objectiu a grans distàncies. És l'efecte de repulsió causat per l'electró interior sobre l'electró exterior.